# Steven MacLean
Steven Glenwood MacLean (Ottawa, 14 de diciembre de 1954) es un astronauta canadiense.